# ジャンヌ2世 (ドルー女伯)
ジャンヌ2世（フランス語：Jeanne II, 1309年 - 1355年）は、ドルー女伯（在位：1346年 - 1355年）。

## 生涯
ジャンヌ2世はドルー伯ジャン2世とその2番目の妃ペロネル・ド・シュリーの間に生まれた唯一の子である。
1330年にトゥアール子爵ルイ1世（1370年没）と結婚し、以下の子女が生まれた。
- シモン（1365年没） - ドルー伯。ウー伯ジャン・ダルトワの娘ジャンヌ（「ドルーの乙女」、1353年 - 1420年）と結婚[1]。
- ペロネル（1397年没） - ドルー女伯（妹らと共治）。1345年にアモーリー4世・ド・クラオンと結婚、1376年以降にルオー・ド・ボワメナール（1397年没）と結婚。
- イザボー（1397年没） - ドルー女伯（姉妹らと共治）。ギー・ド・ネール（1352年没）と結婚、1356年にアンジェルジェ・ダンボワーズと結婚、ギヨーム・ダルクール（1400年没）と結婚。
- マルグリット（1397年没） - ドルー女伯（姉らと共治）。トマ・ド・シュミレと結婚、クリッセ領主ギー・テュルパンと結婚。